# バタク語
バタク語（バタクご、Batak languages）は、インドネシアの北スマトラ州の高地に住むバタック人によって話されている言語グループである。
その表記には、バタク文字を使用する。言語分類としてオーストロネシア語族のマレー・ポリネシア語派に属する。

## 言語名別称
- バタク諸語
- バタック諸語

## 下位分類
この言語グループに属するものを以下に示す。
- 北バタク語
  - バタク・アラス＝クルット語【btz】 - 195,000人
  - バタク・ダイリ語【btd】 - 1,200,000人
  - バタク・カロ語【btx】 - 600,000人
- シムルングン諸語
  - バタク・シマルングン語【bts】（バタク・シムルングン語） - 1,200,000人
- 南バタク語
  - バタク・アンコーラ語【akb】 - 750,000人
  - バタク・マンダイリン語【btm】 - 1,100,000人
  - バタク・トバ語【bbc】 - 2,000,000人